# 曹英 (成化進士)
曹英（1439年—？），字世傑，山東兗州府壽張縣人，民籍，明朝政治人物。進士出身。

## 生平
早年出身國子生，天順六年（1462年）壬午科舉山東鄉試第十九名。成化十一年（1475年）乙未科會試第二百二十八名，殿試登進士第三甲第二十名。

## 家族
曾祖父曹泰。祖父曹子亮。父亲曹盛，曾任同知。